# Volta a Llombardia 1924
La Volta a Llombardia 1924 fou la 20a edició de la Volta a Llombardia. Aquesta cursa ciclista organitzada per La Gazzetta dello Sport es va disputar el 9 de novembre de 1924 amb sortida i arribada a Milà després d'un recorregut de 250 km.
La competició fou guanyada per segon any consecutiu per l'italià Giovanni Brunero (Legnano-Pirelli) per davant dels seus compatriotes Costante Girardengo (Maino) i Pietro Linari (Legnano-Pirelli).
La prova es va decidir en la pujada a Madonna del Ghisallo on marxaren Brunero i Binda. En el tram pla fins a meta Brunero deixà enrere a Binda que seria enxampat per Costante Girardengo i Federico Gay que, a més, el superarien en l'esprint final.

## Classificació general
|    | Ciclista            | Equip                       | Temps      |
| -- | ------------------- | --------------------------- | ---------- |
| 1  | Giovanni Brunero    | Legnano-Pirelli             | 8h 38' 23" |
| 2  | Costante Girardengo | Maino                       | + 7' 44"   |
| 3  | Pietro Linari       | Legnano-Pirelli             | m. t.      |
| 4  | Alfredo Binda       | La Française-Diamant-Dunlop | m. t.      |
| 5  | Ezio Cortesia       | Individual                  | + 13' 19"  |
| 6  | Gaetano Belloni     | Legnano-Pirelli             | + 18' 01"  |
| 7  | Pietro Bestetti     | Maino                       | m. t.      |
| 8  | Michele Robotti     | Individual                  | m. t.      |
| 9  | Adriano Zanaga      | Legnano-Pirelli             | m. t.      |
| 10 | Alfredo Dinale      | Individual                  | m. t.      |